# Bartolomeo Stefani

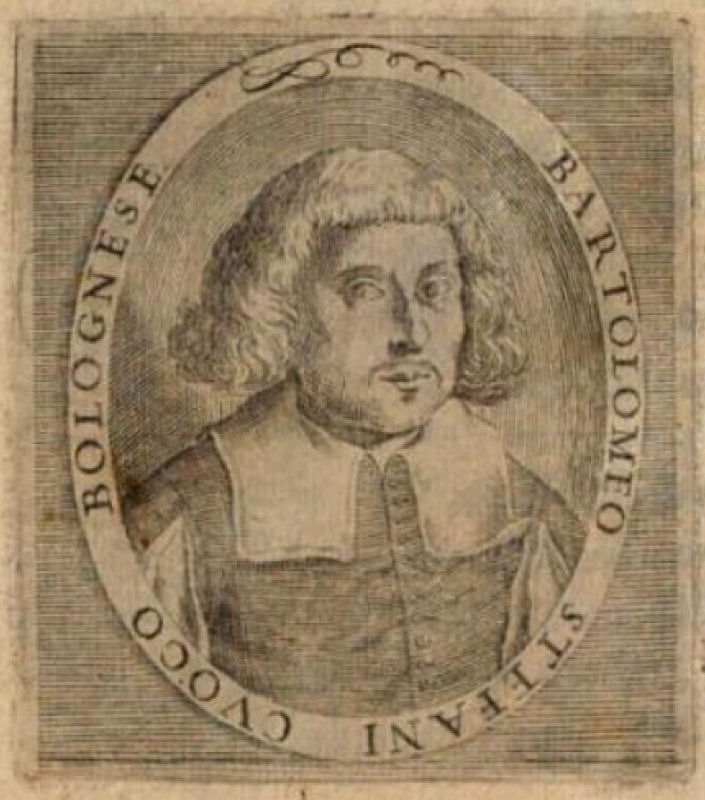
Ritratto di Bartolomeo Stefani

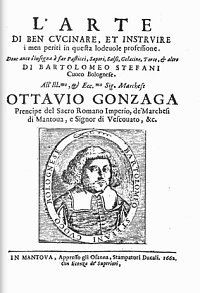
Frontespizio del volume L'arte di ben cucinare di Bartolomeo Stefani

Bartolomeo Stefani (Bologna, XVII secolo – XVII secolo) è stato un cuoco italiano.

## Biografia
Nipote di Giulio Cesare Tirelli, capocuoco della Serenissima Repubblica di Venezia, Bartolomeo era un cuoco italiano che operò presso i signori più raffinati dell'Emilia e della Lombardia, tra cui i Gonzaga di Mantova.
Nel 1662, in servizio come capocuoco presso il ducato di Mantova, pubblicò L'arte di ben cucinare, volume di cucina dedicato al mecenate Ottavio I Gonzaga principe di Vescovato. È stato il primo ad offrire una sezione dedicata vitto ordinario ("cibo ordinario"). Il libro descrive uno dei tre banchetti offerti dal duca Carlo per la regina Cristina di Svezia alla vigilia di Natale del 1655, con il dettaglio delle impostazioni di cibo e tavola per ogni ospite, tra cui un coltello, forchetta, cucchiaio, bicchiere, un piatto (al posto delle ciotole più usati) e un tovagliolo.

## Opere
- L'arte di ben cucunare, et instruire i men periti in questa lodevole professione: Dove anco s'insegna a far Pasticci, Sapori, Salse, Gelatine, Torte, et altro, Mantova, appresso gli Osanna, 1662.
- L'arte di ben cucinare et instruire i men periti in quella lodeuole professione, Mantova, 1685.